# Pokinianka
Pokinianka es un pueblo ubicado en la gmina Rokitno, distrito de Biała Podlaska, voivodato de Lublin, Polonia.

## Superficie
Cuenta con una superficie de 5,470 kilómetros cuadrados.

## Demografía
Hasta 2011 la población era de 80 habitantes, con una densidad de población de 14,63 habitantes por kilómetro cuadrado. Estaba conformada por 42 hombres (52,5%) y 38 mujeres (47,5%), según el censo de la Oficina Central de Estadística.